# Río (Rodeiro)
Río (oficialmente Santa María de Río) es una parroquia española del municipio de Rodeiro, perteneciente a la provincia de Pontevedra, en la comunidad autónoma de Galicia.

## Historia
Hacia mediados del siglo XIX, la parroquia, ya por entonces perteneciente a Rodeiro, tenía contabilizada una población de 180 habitantes. Aparece descrita en el decimotercer volumen del Diccionario geográfico-estadístico-histórico de España y sus posesiones de Ultramar de Pascual Madoz con las siguientes palabras:

RIO (Sta. Maria): felig. en la prov. de Pontevedra (11 leg.), part. jud. de Lalin (1 1/2), dióc. de Lugo (10), ayunt. de Rodeiro. sit. á la der. del r. Arnego; clima algo frio, pero saludable. Tiene 40 casas en las ald. de Casasola, Leboro, Mouriz, Veiga y Vilar. La igl. parr. (Sta. Maria) se halla servida por un cura de provision en concurso. Confina NO. Negrelos; Sta. Eulalia de Camba al S., y Fafian al E. El terreno es de mediana calidad. prod.: maiz, centeno, patatas, legumbres y pastos; hay ganado vacuno, lanar y cabrío, y pesca de anguilas y truchas. pobl.: 40 vec., 180 alm. contr.: con su ayunt. (V.).
(Madoz, 1849, p. 479)

En 2023, tenía empadronados 106 habitantes.